# Montigny la Palisse
Montigny La Palisse ( fallecimiento 1720–1721) fue un pirata francés posiblemente originario de la comuna francesa de Saint-Malo; conocido por su asociación criminal con el pirata Bartholomew Roberts.

## Historia
Hay poca información sobre las actividades de La Palisse antes de que se uniera a Bartholomew Roberts en febrero de 1720. Roberts había estado activo en todo el Caribe desde hacía ya tiempo. Cerca de la isla deBarbados, el 19 de febrero de 1720, Roberts en el Fortune vio una balandra, izó su bandera negra y la persiguió. La balandra respondió con su propia bandera negra: era el Sea King de 6 cañones y 63 tripulantes bajo el mando del Montigny La Palisse proveniente del puerto francés de Saint-Malo, por lo que acprdaron el Fortune y el Sea King navegar juntos.
Las autoridades de Barbados equiparon dos barcos para atacar a Roberts. La Palisse huyó en el Sea King después de que se dañara su aparejo, dejando a Roberts solo para enfrentarse a los buques de guerra. Roberts escapó, pero el Fortune sufrió graves daños, evitó por poco ser capturado nuevamente cuando dos barcos adicionales provenientes de Martinica lo persiguieron. Ese julio, Roberts tomó varios barcos de presa franceses, transfiriendo al más grande y renombrándolo como Good Fortune . Navegando cerca de Terranova, La Palisse y el Sea King se reunieron con Roberts, se disculparon por su retirada y juntos regresaron al Caribe.
Roberts había tomado varios barcos, renombrándolos Good Fortune y Royal Fortune en sucesión. Estaba en esos momentos frente a la costa de la provincia de Carolina del Sur en agosto, anclado en las afueras del puerto de Charles Town. Mientras tanto, La Palisse se había separado de Roberts por el mal tiempo, pero un mes después se reunió con Roberts nuevamente para saquear la ciudad de Basseterre en la isla de San Cristobal y Nieves . En septiembre y octubre, la pareja tomó docenas de embarcaciones en orden rápido. En enero de 1721, La Palisse (en un barco capturado y renombrado), Thomas Anstis en el Good Fortune y Roberts en el Royal Fortune (el antiguo Sea King  La Palisse) continuaron su camino juntos.
En abril de 1721, Anstis tomó la capitanía del Good Fortune y se escapó traicionando a Roberts y La Palisse, en la noche; su primer oficial era Brigstock Weaver, que había sido capturado por Roberts y La Palisse y obligado a unirse a los piratas. Mientras tanto, Roberts se detuvo en las islas de Cabo Verde para reparar sus barcos. Persiguió luego a dos buques mercantes, pero La Palisse se negó a seguir participando luego de que se enfrentó a sus dos escoltas de buques de guerra. Poco después, La Palisse rompió sus lazos con Roberts; hay pocos registros de sus actividades posteriores.